# 영 간간
《영 간간》(ヤングガンガン 얀구간간[*], YOUNG GANGAN)은 일본 스퀘어 에닉스에서 월 2회 발행하는 청년 만화 잡지이다. 2004년 12월 3일에 《간간YG》에서 제호를 변경하여 창간되었다. 매월 매월 첫 번째와 세 번째 금요일 발매.

## 개요
자매지인 《월간 소년 간간》이나 《월간 G 판타지》 출신 내지 현재도 당 잡지에서 집필중인 만화가의 작품이 많다.
발간 초기에는 《드래곤퀘스트 열전 로토의 문장 ~ 문장을 잇는 자들에게 ~》와 《FINAL FANTASY XI〜THE OUT OF ORDERS〜》를 간판 작품으로 내세웠으나, 후자는 불과 3회만에 연재가 중단되었다. 그 후에는 전자와 《스모모모모모모 ~지상최강의 신부~》 와 《흑신》 등 판타지나 코미디에 특화시킨 작품이 주류를 이루고 있다. 경쟁지와 비하여 드라마화 작품보다 애니메이션화 작품이 많은 것 또한 특징이다.
2005년 Vol.8부터 기존의 소년·청년 만화잡지를 따라 신인 그라비아 아이돌의 그라비아도 게재하기 시작하였고, 표지도 연재만화 캐릭터 그림에서 그라비아 아이돌 사진으로 바꾸었다. 또한, 2006년부터 와타나베 엔터테인먼트와 공동으로 아이돌 오디션 〈B-GIRL Audition〉을 개최하고 있다.
2007년 6월에 증간호인 《증간 영 간간》이 발간되었다.

## 코믹스
영 간간 코믹스는 영 간간에 실린 작품을 주로 수록하는 만화 단행본 수준이다. 2005년 5월 창간. 약칭은 'YG COMICS'.
판형은 B6판이지만 다른 레이블과 마찬가지로 A5판 작품도 일부 존재한다.

## 트러블
2008년 10월, 편집부에서 그라비아를 담당하고 있던 남성 계약 사원이 mixi의 일기에서 미성년의 그라비아 아이돌과 음주했다는 허위의 정보 및 오타쿠를 중상하는 기술을 해 문제가 되었다. 스퀘어 에닉스는 이 계약직 사원을 해고하고 이름이 거론된 아이돌과 관계자에게 사과했다.

## 참고 사항
1. ↑  “「個人的虚栄心」ヤングガンガン契約社員を解雇 SNS日記問題で”. 《ITmedia News》 (일본어). アイティメディア. 2008년 10월 18일. 2009년 9월 20일에 확인함.